# アリエージュ県の郡
アリエージュ県の郡では、フランスのアリエージュ県にある郡について解説する。

## 郡の一覧
アリエージュ県には、3つの郡が存在し、3郡の合計で、22の小郡、332のコミューンがある。
- フォワ郡（県庁所在地：フォワ）

9の小郡、135のコミューンがある。郡の人口は、1990年には51,790人、1999年には50,114人で、3.24％減少している。
- パミエ郡（郡庁所在地：パミエ）

7の小郡、115のコミューンがある。郡の人口は、1990年には58,442人、1999年には61,058人で、4.48％増加している。
- サン＝ジロン郡（郡庁所在地：サン＝ジロン）

6の小郡、82のコミューンがある。郡の人口は、1990年には26,223人、1999年には26,033人で、0.72％減少している。